# Фаленопсис Шиллера
Фаленопсис Шиллера (лат. Phalaenopsis schilleriana Rchb.f. 1860) - епіфітна трав'яниста рослина  родини орхідних, або зозулинцевих (Orchidaceae).
Вид не має усталеного російської назви, в російськомовних джерелах зазвичай використовується наукова назва Phalaenopsis schilleriana.

## Синоніми
- Phalaenopsis schilleriana f. immaculata (Rchb.f.) Christenson 2001
- Phalaenopsis schilleriana var compacta nana Hort. 1890
- Phalaenopsis schilleriana var delicata Dean 1877
- Phalaenopsis schilleriana var grandiflora Van Brero 1935
- Phalaenopsis schilleriana var. immaculata Rchb.f. 1875
- Phalaenopsis schilleriana var major JD Hook ex Rolfe 1886
- Phalaenopsis schilleriana var odorata Van Brero 1935
- Phalaenopsis schilleriana var pallida Val & Tiu 1984
- Phalaenopsis schilleriana var purpurea O'Brien 1892
- Phalaenopsis schilleriana var splendens Warn. 1878
- Phalaenopsis schilleriana var viridi-maculata Ducharte 1862
- Phalaenopsis curnowiana Hort. 1891

## Природні варіації
- Phalaenopsis schilleriana var. Immaculata Rchb.f 1875

Синоніми:Phalaenopsis schilleriana subvar. Immaculata Veitch 1891,Phalaenopsis curnowiana Hort 1891.
- Phalaenopsis Schilleriana var. Splendens Warner 1878

## Історія опису іетимологія

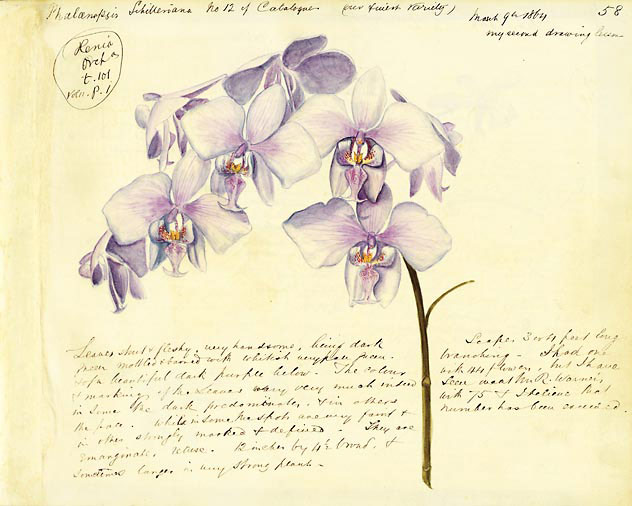

Перша згадка про Phalaenopsis schilleriana належить пану Сімену, опублікована в червні 1856 р. Він писав про брюссельські теплиці Ліндена, і коротко описав рослину, що цілком могла бути Phalaenopsis schilleriana. 
 Перша рослина завезена в Європу належала Шиллеру, який працював в Манілі на посаді консула з Гамбурга. У 1859 році він придбав 30 рослин у збирача орхідей Маріуса Порто, який працював на фірму Ліндена. З усієї колекції Шиллера до Європи доїхала лише одна рослина. 
 Опис виду було зроблено Райхенбахом 1860 році. В Англію Phalaenopsis schilleriana ввезений в 1862 р. 
 У Європі ця рослина була мрією багатьох колекціонерів, нецвітучий екземпляр легко оцінювався в 100 гіней. До 1875 року ціна впала, квітучі екземпляри коштували 32 гінеї, але попит продовжував залишатися високим. 

Рослина названа на честь німецького консула і колекціонера орхідей Шиллера.

## Біологічний опис

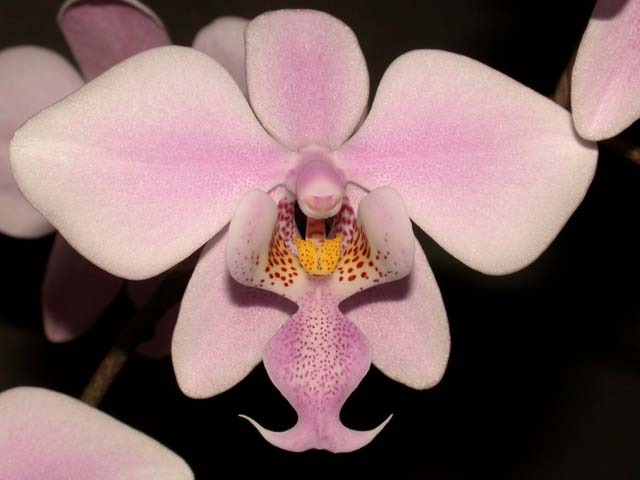

Моноподіальний епіфіт середніх розмірів.
Стебло коротке, приховане основами 3-7 листків.
Коріння добре розвинене, товсте, сплощене, сірого кольору з зеленувато-коричневими кінчиками.
Листя довгасто-еліптичне, тупе, темно-зелене, з гарним мармуровим сріблясто-сірим малюнком по поверхні, знизу поверхня листя темніша з червоно-фіолетовим відтінком. Їх довжина 25-50 см, ширина 7-12 см. При нестачі світла мармуровий малюнок блякне.
Квітконіс однорічний, червоно-коричневий, звисаючий, гіллястий, до 1 метра завдовжки. Кількість квіток залежить від віку і габітусу рослини, максимально може одночасно нести до 400 квіток.
Забарвлення квіток від ніжно до темно-рожевих, деякі клони мають аромат порівнянний із запахом бузку ,
діаметр до 9 см, відкриваються практично одночасно. Губа варіює за кольором від біло-зеленого до червоно-фіолетового.

## Поширення,екологічніособливості

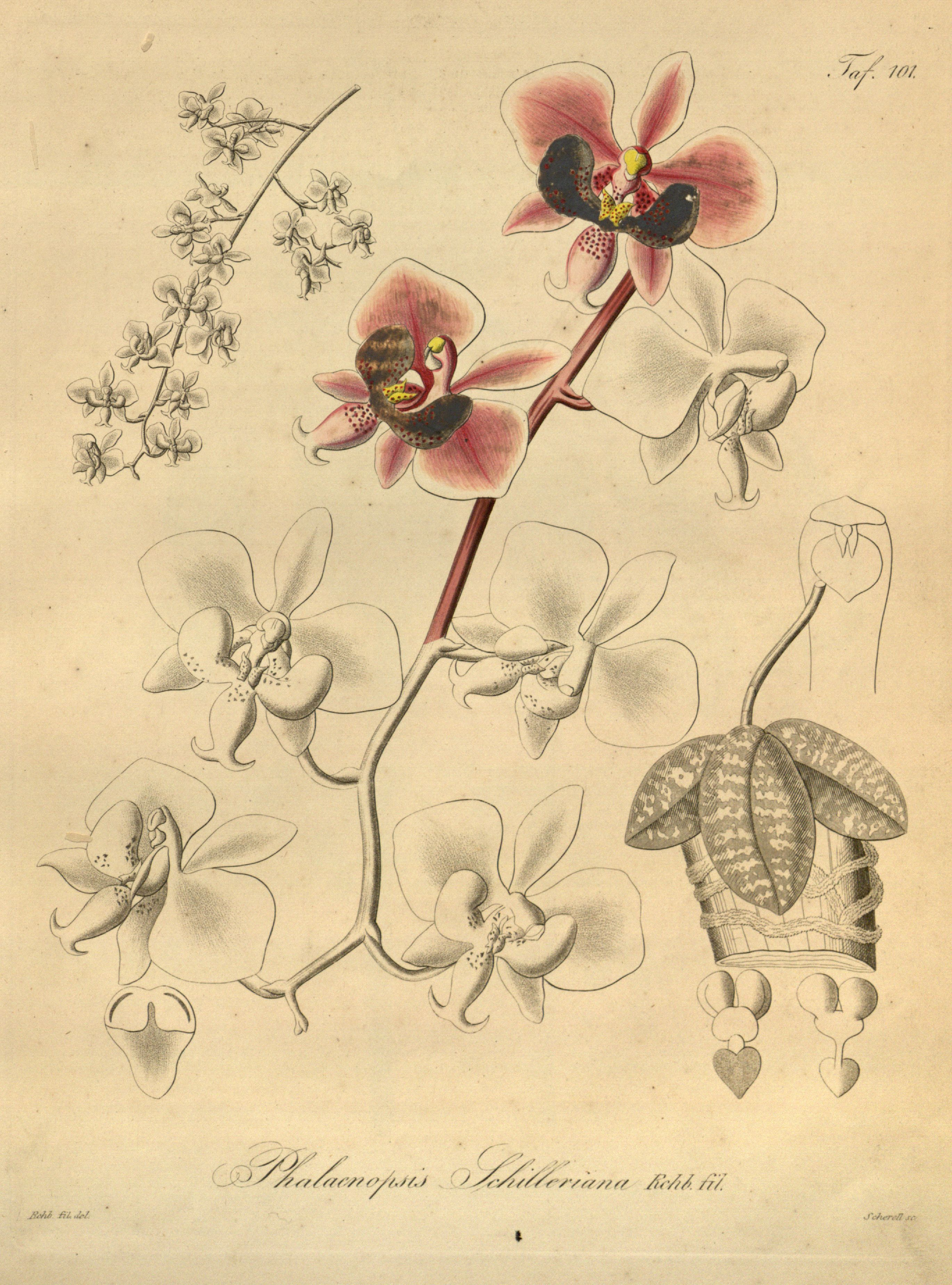
Phalaenopsis schilleriana.
Ботанічна ілюстрація з «Xenia Orchidacea», 1874 р.

Філіппіни. Лусон (провінції: Albay, Quezon, Rizal і Sorsogon) та інші дрібніші острови. 
 Епіфіт високо в кронах дерев. Рівнинні та гірські ліси, на висотах від 0 до 450 метрів над рівнем моря. 
 На Філіппінах фаленопсис Шиллера, найчастіше селиться на деревах діплодіскус метельчатий (Diplodiscus paniculala).
У місцях природного зростання сезонних температурних коливань практично немає. Круглий рік денна температура близько 28-33 ° C, нічна близько 19-24 ° C.
Відносна вологість повітря близько 80%.
З червня по грудень средмемесячное кількість опадів від 130 до 400 мм. З січня по травень 10-50 мм.
Квітучі рослини можна зустріти протягом усього року, пік цвітіння з лютого до червня.
Відноситься до числа видів, що охороняються (II додаток CITES).

## У культурі

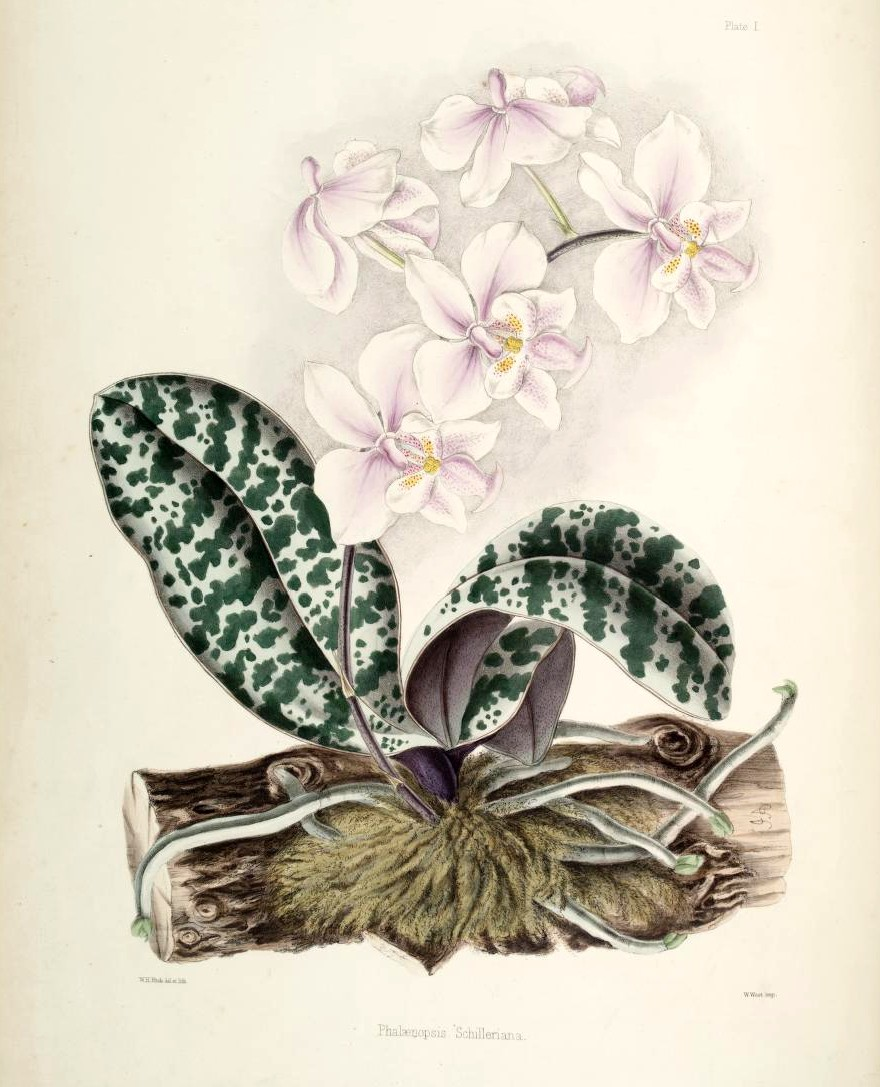
Phalaenopsis schilleriana. Ботанічна ілюстрація з «Select Orchidaceous Plants», 1862 р.

Температурна група - тепла. Для нормального цвітіння обов'язковий перепад температур день/ніч в 5-8°С. При утриманні рослин в прохолодних умовах спостерігається зупинка зростання.
Для стимулювання цвітіння восени температуру знижують. Днем 15-16°C, вночі 13°С.
Вимоги до світла: 1000-1200 FC, 10760-12919 lx. При недоліку освітлення краплистий візерунок листя зникає.
Загальна інформація про агротехніку у статті Фаленопсис.
Активно використовується в гібридизації.

## Первиннігібриди
- Ayleen - schilleriana х cornu-cervi (T. Sukarya) 1980
- Baguio - schilleriana х lindenii (WWG Moir) 1966
- Boen Soepardi - fimbriata х schilleriana (Atmo Kolopaking) 1982
- Bronze Maiden - schilleriana х mannii (Mrs Lester McCoy) 1964
- Confirmation -Phalaenopsis amabilis var. Rimestadiana[7] х schilleriana (Bultel) 1925
- X rothschildiana - amabilis х schilleriana (Природний гібрид) 1887
- Essence Shihfong - schilleriana х floresensis (Shih-Fong Chen) 2001
- Essence Yenpei - venosa х schilleriana (Shih-Fong Chen) 1996
- Fabienne Dream - schilleriana х viridis (Luc Vincent) 2000
- Franziska Dream - schilleriana х wilsonii (Luc Vincent) 2001
- Grand Conde - sanderiana х schilleriana (Vacherot & Lecoufle) 1929
- Lanny - violacea х schilleriana (T. Sukarya) 1980
- Love Heart - schilleriana х lobbii (Hou Tse Liu) 2004
- X leucorrhoda - aphrodite х schilleriana (Природний гібрид) 1856
- Maria Dream - schilleriana х sumatrana (Luc Vincent) 2001
- Morges la Coquette - schilleriana javanica Luc Vincent 2002
- Philishill - philippinensis х schilleriana (Marcel Lecoufle) 1993
- Pink Heart - schilleriana х parishii (Dr Henry M Wallbrunn) 1979
- Regnier - lueddemanniana х schilleriana (A. Regnier) 1922
- San Shia Lady - schilleriana х celebensis (Hou Tse Liu) 2000
- Schillambo - schilleriana х amboinensis (Fredk. L. Thornton) 1968
- Schiller's Horse - schilleriana х equestris (Kunshan Biotec. (O / U)) 2006
- X schilleriano-stuartiana - schilleriana х stuartiana (Природний гібрид) 1856
- Schillgig - gigantea х schilleriana (Dr Henry E. Fernando) 1987
- Tetraschiller - tetraspis х schilleriana (Masao Kobayashi) 1996
- Tigre - denticulata х schilleriana (A. Regnier) 1922
- X veitchiana - equestris х schilleriana (Природний гібрид) 1872
- Wiganiae - schilleriana х stuartiana (S. Low) 1899

## Міжродовігібриди
Зареєстровані RHS.
- Phalanetia Koibotaru - Неофінетія серпоподібна × Phalaenopsis schilleriana, T. Morie 2000